# 佐藤俊二
佐藤 俊二（さとう しゅんじ、1896年9月12日 - 1977年1月2日）は、日本の陸軍軍人、医師。最終階級は陸軍軍医少将。

## 略歴
愛知県出身。1941年（昭和16年）1月、中支那防疫給水部長に就任。同年8月、軍医大佐に昇進。同年11月、南支那防疫給水部長に転じた。1944年（昭和19年）3月、第5軍軍医部長となり、1945年（昭和20年）6月、軍医少将に進み満州で終戦を迎えた。
戦後、戦犯容疑により逮捕され、1949年（昭和24年）12月、ソ連軍のハバロフスク裁判において強制労働20年の判決を受け、イワノボ将官収容所にて服役。1956年（昭和31年）の日ソ国交回復に伴い釈放され帰国した。
1948年（昭和23年）1月31日、公職追放仮指定を受けた。